# Che senso ha
Che senso ha è un singolo del cantautore e rapper italiano Franco126, pubblicato il 7 aprile 2021.

## Video musicale
Il video, diretto da Daniele Martinis, è stato pubblicato il 9 aprile seguente attraverso il canale YouTube di Soldy Music.

## Tracce
Testi di Federico Bertollini, musiche di Ceri, Giorgio Poi, Colombre.
1. Che senso ha – 3:34

## Formazione
- Franco126 – voce, testi
- Giorgio Poi – basso, chitarra
- Colombre – chitarra
- Ceri – produzione

## Classifiche
| Classifica (2021) | Posizione massima |
| ----------------- | ----------------- |
| Italia            | 56                |